# Хрватска на Европском првенству у атлетици у дворани 2021.
Хрватска је учествовала  на 36. Европском првенству у дворани 2021 који се одржао у Торуњу, Пољска, од 4. до 7. марта. Ово је четрнаесто Европско првенство у дворани од 1994. године од када Хрватска учествује самостално под овим именом. Репрезентацију Хрватске представљала су 4 спортиста (2 мушкарца и 2 жене) који су се такмичили у 3 дисциплине (2 мушке и 1 женска).
На овом првенству такмичари Хрватске су освојили 1 бронзану медаљу. Овим успехом Хрватске је делила 20 место у укупном пласману освајача медаља.
У табели успешности према броју и пласману такмичара који су учествовали у финалним такмичењима (првих 8 такмичара) Хрватска је са 1 учесником у финалу делила 23. место са 6 бодова.
| Пл.  | Земља    | 1. место | 2. место | 3. место | 4. место | 5. место | 6. место | 7. место | 8. место | Бр. фин.-Бод. |
| ---- | -------- | -------- | -------- | -------- | -------- | -------- | -------- | -------- | -------- | ------------- |
| =23. | Хрватска | –        | 1–6      | –        | –        | –        | –        | -        | –        | 1-6           |

## Учесници
| Мушкарци: - Матео Ружић — 400 м - Филип Михаљевић — Бацање кугле | Жене: - Ивана Лончарек — 60 м препоне - Клара Кошчак — 60 м препоне |  |

## Резултати

### Мушкарци
| Атлетичар       | Дисциплина   | Лични рекорд | Квалификације | Квалификације | Полуфинале           | Полуфинале           | Финале               | Финале       | Детаљи |
| Атлетичар       | Дисциплина   | Лични рекорд | Резултат      | Место         | Резултат             | Место                | Резултат             | Место        | Детаљи |
| --------------- | ------------ | ------------ | ------------- | ------------- | -------------------- | -------------------- | -------------------- | ------------ | ------ |
| Матео Ружић     | 400 м        | 46,74        | 47,49 ЛРС     | 5. у гр. 1    | Није се квалификовао | Није се квалификовао | Није се квалификовао | 26 / 48 (49) |        |
| Филип Михаљевић | Бацање кугле | 21,84 НР     | 20,40 кв      | 5.            |                      |                      | 21,31                |              |        |

### Жене
| Атлетичаркa    | Дисциплина   | Лични рекорд | Квалификације | Квалификације | Полуфинале            | Полуфинале            | Финале                | Финале       | Детаљи                                   |
| Атлетичаркa    | Дисциплина   | Лични рекорд | Резултат      | Место         | Резултат              | Место                 | Резултат              | Место        | Детаљи                                   |
| -------------- | ------------ | ------------ | ------------- | ------------- | --------------------- | --------------------- | --------------------- | ------------ | ---------------------------------------- |
| Ивана Лончарек | 60 м препоне | 8,06         | 8,26          | 6. у гр. 1    | Нису се квалификовале | Нису се квалификовале | Нису се квалификовале | 31 / 40 (44) | Архивирано на веб-сајту (30. април 2021) |
| Клара Кошчак   | 60 м препоне | 8,25         | 8,27 (.268)   | 8. у гр. 6    | Нису се квалификовале | Нису се квалификовале | Нису се квалификовале | 34 / 40 (44) | Архивирано на веб-сајту (30. април 2021) |